# Soyauxia grandifolia
Soyauxia grandifolia är en tvåhjärtbladig växtart som beskrevs av Ernest Friedrich Gilg och Stapf. Soyauxia grandifolia ingår i släktet Soyauxia och familjen Peridiscaceae. Inga underarter finns listade i Catalogue of Life.